# Costanza da Varano
Costanza de Varano (Camerino, 1428 -  1447) fue una poetisa y humanista italiana, erudita en latín y griego. Diversos manuscritos se conservan de Constanza, incluyendo cartas, discursos y poemas; tanto su ascendencia como su descendencia femenina (abuela, madre e hija) destacaron en el mundo público de su época.
Costanza  fue la primera mujer de Alessandro Sforza, señor de Pésaro y Gradara, con quien se casó en 1444 y al que dio dos hijos:  Battista (1446-1472) y  Costanzo I (1447-1483). Costanza falleció en el parto de Constanzo.

## Biografía
Costanza  fue la primera hija de Pier Gentile da Varano y de su esposa Elisabetta Malatesta. Su padre fue señor de Camerino hasta su muerte en 1433, mientras que su madre era hija de la erudita y estudiosa Battista da Montefeltro Malatesta y Galeazzo Malatesta, señor de Pésaro hasta 1444. Tenía un hermano conocido, Rodolfo, heredero de Camerino. En sus primeros años, la familia vivió en el palacio de la familia Varano, el Palacio Ducal de Camerino, situada en el corazón de la región de las Marcas. En 1433, Pier Gentile da Varano fue ejecutado por sus hermanos durante una lucha por el gobierno de la ciudad. En el intervalo, su madre huyó a Pésaro en 1434 con Constanza, su hermano Rodolfo, y otros dos hijos, lugar donde vivían sus abuelos maternos.
La educación de Costanza en latín fue tal vez su logro más notable. Su abuela Battista da Montefeltro Malatesta, una erudita activa en Pésaro y pionera de la educación para mujeres ayudó a Costanza, quien recibió lo que habría sido una educación bastante estándar para un varón de la época, pero única y exclusiva para una mujer de su posición. Al igual que muchas hijas de la aristocracia italiana en el siglo XV, Costanza provenía de un hogar en el que se valoraba la educación, dado que en esa época se esperaba que las damas acomodadas e influyentes debían tenerla en algún grado ya que a veces eran gobernantes de sus ciudades y, a menudo, se les confiaba la responsabilidad de educar a sus herederos, los futuros gobernantes de sus ciudades. Durante el siglo XV el movimiento humanista se había apoderado de Italia, y las mujeres aristócratas fueron capaces de recibir una educación que las alentó a escribir y hablar con elocuencia y claridad; aunque eran una minoría dentro de tal movimiento, su contribución al desarrollo del Renacimiento y evolución de la vida intelectual en la Europa moderna fue significativa. Al igual que las mujeres más educadas de la época, se cree que Varano no desarrolló su potencial en el campo del humanismo más allá de su adolescencia, cuando se esperaba que las mujeres se casaran y abandonaran su vida de aprendizaje.